# Codia mackeeana
Codia mackeeana là một loài thực vật có hoa trong họ Cunoniaceae. Loài này được H.C.Hopkins & Fogliani mô tả khoa học đầu tiên năm 2007.